# Daniel Auster
Daniel Auster (Hebreeuws: דניאל אוסטר)(Stanislev (Galicië), 7 mei 1893 - Jeruzalem, 15 januari 1963) was een Israëlisch politicus. Hij was de eerste Joodse burgemeester van Jeruzalem en een van de ondertekenaars van de Israëlische onafhankelijkheidsverklaring.

## Levensloop
Auster groeide op in een Joods gezin in Galicië. Vervolgens studeerde hij rechten aan de Universiteit van Wenen. Na zijn afstuderen emigreerde hij naar Palestina dat op dat moment onderdeel uitmaakte van het Ottomaanse rijk. De Eerste Wereldoorlog was intussen uitgebroken en Auster was gedwongen om dienst te nemen in het leger van Oostenrijk-Hongarije. Na zijn terugkeer in Palestina doceerde hij aanvankelijk Duits aan de Reali-school in Haifa. In 1919 opende hij zijn eigen advocatenkantoor en werkte daarnaast secretaris voor de juridische afdeling van het Zionistisch Comité in Jeruzalem.
Namens de Algemene Zionisten nam Auster in 1935 zitting in de gemeenteraad van Jeruzalem. Een jaar later werd hij gekozen als viceburgemeester van Jeruzalem onder Raghib al-Nashashini. De samenwerking verliep zeer moeizaam omdat al-Nashashini Auster alleen de hoognodige informatie verstrekt. De Arabische burgemeester voegde zich in 1936 bij de Arabisch-Palestijnse opstand, maar werd gearresteerd en Auster volgde hem op als burgemeester. Een jaar later stelden de Britten Moestafa al-Galidi aan als nieuwe Arabische burgemeester. Auster volgde hem op naar diens dood in 1945. Op dat moment waren er echter grote spanningen in het Palestina. Veel Joden vonden dat Auster zijn oren te viel liet hangen richting de Britten en de Arabieren wilden iemand uit hun eigen groep als burgemeester. Auster werd uiteindelijk vervangen. Voor hem in de plaats kwam een Brits comité.
Auster was een van de 37 ondertekenaars van de Israëlische onafhankelijksverklaring. Bij de eerste burgemeestersverkiezingen in 1949 werd Auster gekozen. Hij bleef aan tot het einde van zijn termijn in 1951. In dat jaar sprak hij zich uit tegen een mogelijke internationale status voor Jeruzalem, waardoor de stad zowel de hoofdstad van Israël als een onafhankelijke Palestijnse staat zou zijn. Na het einde van zijn termijn bleef Auster actief binnen de Joodse gemeenschap van Jeruzalem.
- International Standard Name Identifier: 0000 0004 0322 0391
- Nationale Bibliotheek van Israël: 987007306770405171
- Virtual International Authority File: 299376450